# Radar (canção)
"Radar" é uma canção gravada pela cantora pop americana Britney Spears. A canção foi gravada na segunda metade de 2006 em New York City,  e foi produzida e co-escrita por Bloodshy & Avant e The Clutch. A canção é considerada como electropop, com um alto uso de sintetizadores. A letra da música se refere a uma atração entre ela e um homem, enquanto ela imagina o que ele está sentindo. O video foi dirigido por Dave Meyers. 

## Lançamento
"Radar" foi inicialmente incluída no 5º álbum de estúdio Blackout, e recebeu boas críticas. A canção provou ser um sucesso nos charts airplay, e estava prevista para ser lançada como 4º single do álbum, entretanto, seu lançamento foi cancelado porque sua gravadora acreditava que o single não ajudaria nas vendas do álbum. A canção foi mais tarde lançada no sexto álbum de estúdio "Circus". Foi anunciada como single em 07 de Maio de 2009  e foi lançada em 23 de Junho de 2009  oficialmente como 4º single deste. Desta vez, entretanto, a canção não entrou nem no Top 40 de muitos países.

## Videoclipe
No dia 1 de Julho de 2009 o videoclipe vazou na internet por meio do YouTube.
As críticas ao videoclipe não foram tão boas assim. O diretor do vídeo, em defesa das críticas ruins, disse que Spears estava precisando de algo diferente em seus videoclipes, e que, por isso,  Radar era um tributo ao vídeo de Take a Bow da cantora Madonna.
No clipe, Britney está dividida entre dois jogadores de polo. Um é aparentemente seu namorado, e o outro, um rival dele. Durante todo o clipe percebemos que Britney coloca o rival do namorado "no seu radar". No final do clipe, vemos que a cantora desiste do namorado e vai embora com o rival. Não há dança durante o clipe, que se concentra no enredo do mesmo.

## Faixas
| - Promo CD 1. "Radar" – 3:48 2. "Radar" (Instrumental) – 3:48 - Digital single 1. "Radar" – 3:48 2. "Radar" (Bloodshy & Avant Remix) – 5:44 3. "Radar" (Manhattan Clique UHF Remix) – 5:53 4. "Radar" (Tonal Club Remix) – 4:56 5. "Radar" (Tonal Radio Remix) – 4:00 | - The Singles Collection Boxset Single 1. "Radar" – 3:48 2. "Radar" (Bloodshy & Avant Remix) – 5:44 |

## Charts
| Chart (2008/2009)            | Posição |
| ---------------------------- | ------- |
| Australian Singles Chart     | 46      |
| Brazilian Hot 100 Airplay    | 89      |
| Canadian Hot 100             | 65      |
| French Digital Singles Chart | 44      |
| Irish Singles Chart          | 32      |
| New Zealand Singles Chart    | 32      |
| Swedish Singles Chart        | 8       |
| UK Singles Chart             | 46      |
| U.S. Billboard Hot 100       | 88      |
| U.S. Billboard Pop Songs     | 30      |

### Certificações
| País                  | Certificação |
| --------------------- | ------------ |
| Estados Unidos (RIAA) | Platina      |